# Kokerboomwoud
Het Kokerboomwoud is een bos en bekende toeristische attractie in het zuiden van Namibië. Het bos ligt op ongeveer 14 kilometer ten noorden van Keetmanshoop aan de weg naar Koës. Het omvat ongeveer 250 exemplaren van de Aloe dichotoma, de kokerboom. De langste bomen zijn twee tot drie eeuwen oud.
Op 1 juni 1995 werd het bos tot nationaal monument verklaard.
In de omgeving van het bos ligt een andere plek die van geologisch belang is en de Speeltuin van de reuzen genoemd wordt.

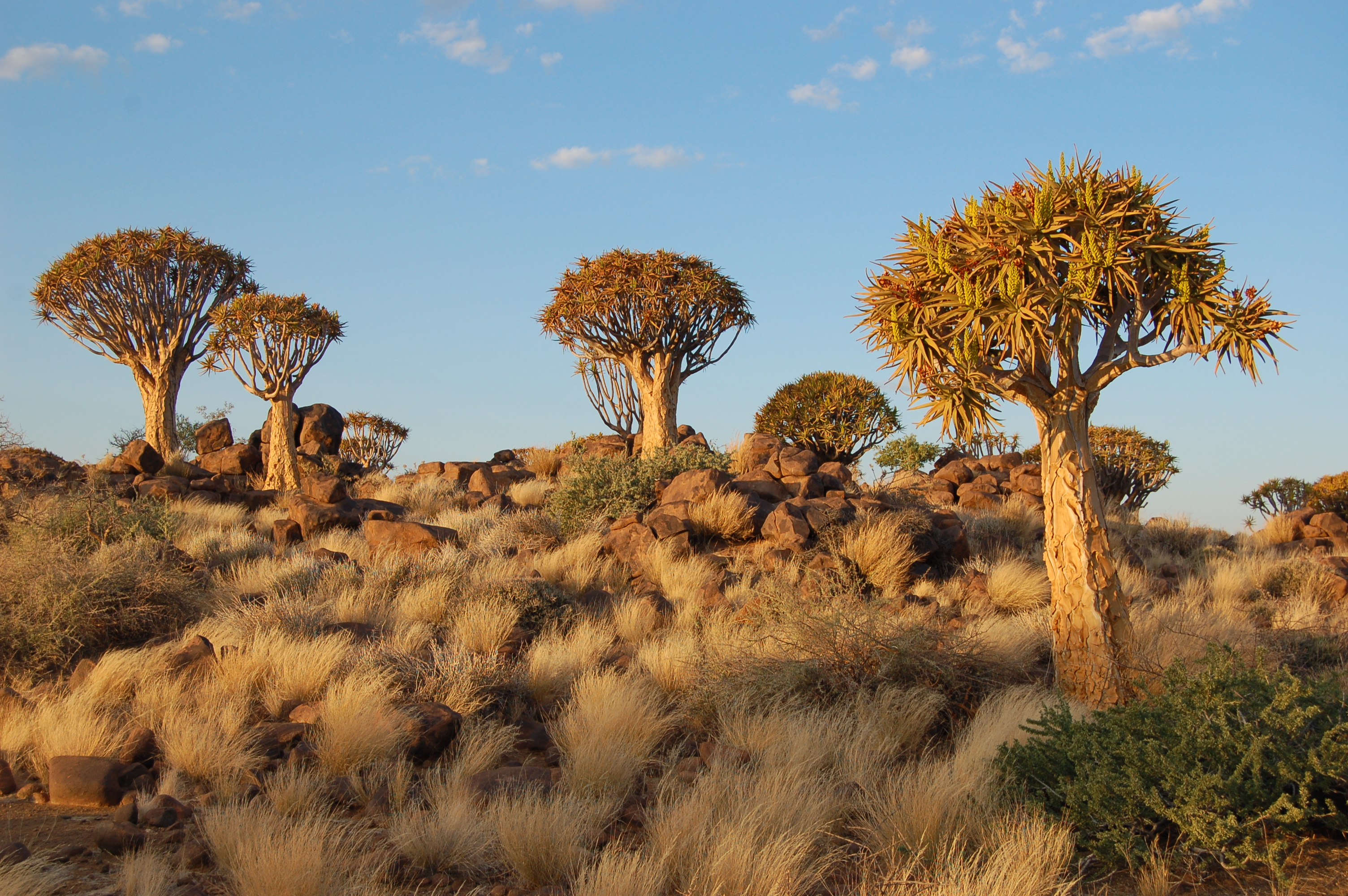
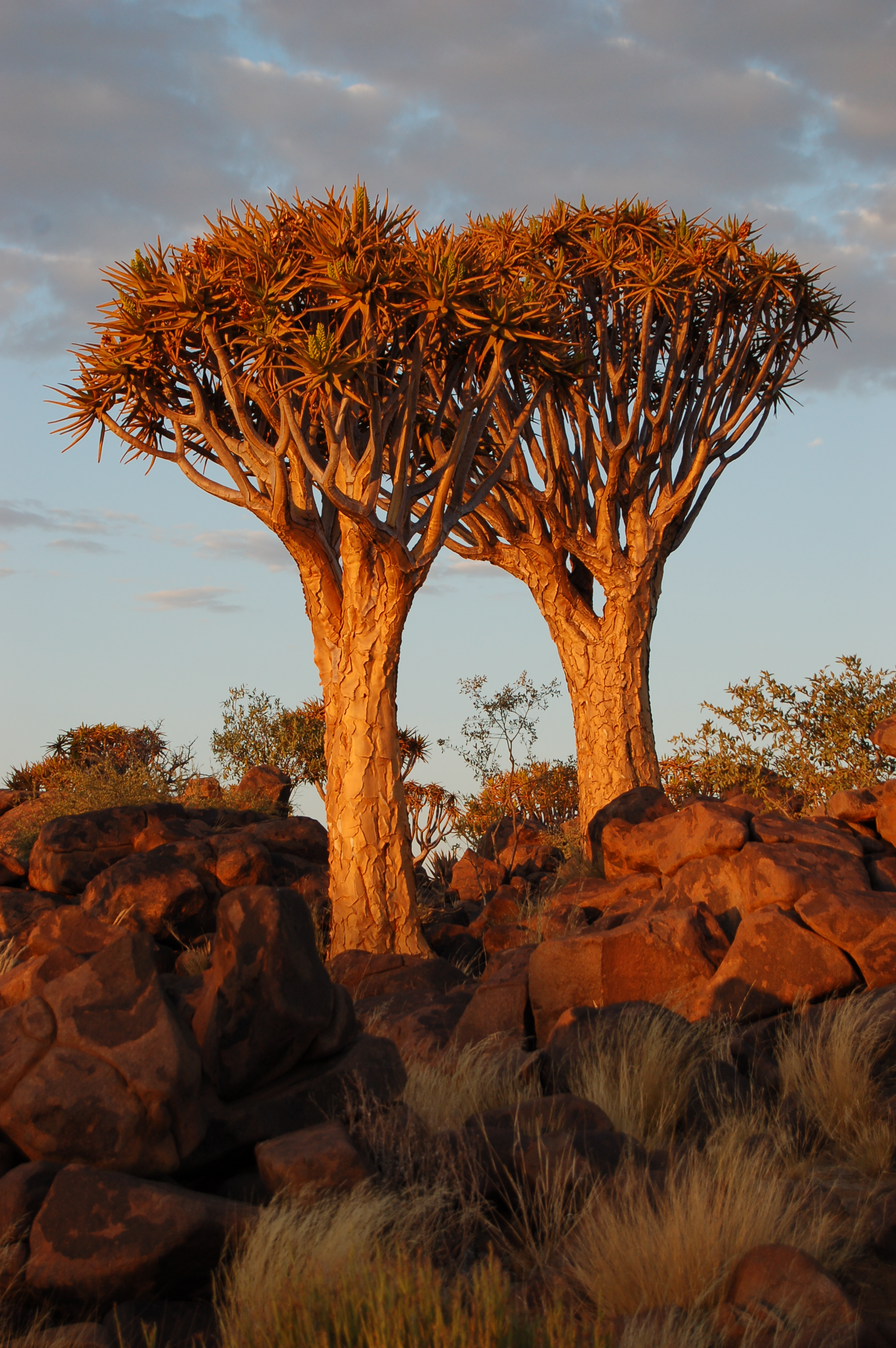